# 近代豪俠伝
『近代豪俠伝』（中国語: 近代豪俠傳, 英語: The Legend of the Heroic Knights）とは、香港の無綫電視（TVB）が1976年に制作・放映したテレビドラマ、全13話。日本未公開。

## 主題歌

### オープニングテーマ
「近代豪俠伝」
作詞 - ジェームズ・ウォン（黄霑）、作曲・編曲 - ジョセフ・クー（顧嘉煇）、歌 - マイケル・クワン